# Natalia Barbu
Natalia Barbu (ur. 22 października 1979 w Bielcach) – mołdawska piosenkarka i skrzypaczka. Dwukrotna reprezentantka Mołdawii w Konkursie Piosenki Eurowizji w 2007 i 2024.

## Kariera muzyczna
Natalia Barbu rozpoczęła swoją karierę muzyczną w 2001 roku, kiedy to wydała swój debiutancki album studyjny zatytułowany Între ieri și azi. Tytułowy singiel z płyty dotarł do pierwszego miejsca listy przebojów w kraju. W 2003 roku premierę miał jej drugi krążek długogrający zatytułowany Zbor de dor.
W 2006 roku podpisała trzyletni kontrakt płytowy z wytwórnią Cat Music Records. W grudniu tego samego roku została ogłoszona reprezentantką Mołdawii w 52. Konkursie Piosenki Eurowizji organizowanym w Helsinkach. 10 maja 2007 roku wystąpiła w półfinale widowiska z utworem „Fight” i z dziesiątego miejsca awansowała do finału, w którym zajęła ostatecznie dziesiąte miejsce ze 109 punktami na koncie, w tym m.in. z maksymalną notą 12 punktów od Rumunii.
W 2009 roku ukazał się jej pierwszy album kompilacyjny zatytułowany Fight – Best of Natalia Barbu. W 2013 roku piosenkarka zgłosiła się do udziału w rumuńskich eliminacjach eurowizyjnych z utworem „Confession”. Pod koniec lutego wystąpiła w pierwszym półfinale selekcji i zajęła w nim 13. miejsce, przez co nie zakwalifikowała się do finału.
17 lutego 2024 wygrała w mołdawskich preselekcjach z utworem „In The Middle”, dzięki czemu zyskała prawa do reprezentowania Mołdawii w 68. Konkursie Piosenki Eurowizji.  7 maja wystąpiła w pierwszym półfinale, jednak nie zakwalifikowała się do finału.

## Życie prywatne
11 czerwca 2011 poślubiła starszego od siebie o 26 lat milionera Toniego Sotę. 24 grudnia 2011 urodziła syna Victora.

## Dyskografia

### Albumy studyjne
- Între ieri și azi (2001)
- Zbor de dor (2003)